# Алгабас (Астраханский район)
Алгаба́с (каз. Алғабас) — село в Астраханском районе Акмолинской области Казахстана. Входит в состав Узункольского сельского округа. Код КАТО — 113657200.

## География
Село расположено возле озера Сабакты, в западной части района, на расстоянии примерно 27 километров (по прямой) к западу от административного центра района — села Астраханка, в 6 километрах к северу от административного центра сельского округа — села Узунколь.
Абсолютная высота — 288 метров над уровнем моря.
Ближайшие населённые пункты: село Узунколь — на юге, село Бирлик — на севере.
Севернее села протекает река Ишим.

## Население
В 1989 году население села составляло 268 человек (из них казахи — основное население).
В 1999 году население села составляло 264 человека (128 мужчин и 136 женщин). По данным переписи 2009 года, в селе проживало 99 человек (44 мужчины и 55 женщин).
| Численность населения | Численность населения | Численность населения |
| 1989                  | 1999                  | 2009                  |
| --------------------- | --------------------- | --------------------- |
| 268                   | ↘264                  | ↘99                   |

## Улицы
- ул. Уахита Курмангожина[5]